# Station Ingelmunster
Station Ingelmunster is een spoorwegstation in de Belgische gemeente Ingelmunster. Het station ligt langs spoorlijn 66 (Brugge - Kortrijk). Vanaf dit station vertrok ook spoorlijn 66A naar Anzegem en spoorlijn 73A naar Tielt.
Er is een gratis fietsstalling en speciale parking (5 plaatsen) voor gehandicapten. Ten noorden en ten zuiden van het stationsgebouw is er een overweg aanwezig.
De beide perrons zijn gelegen tussen twee overwegen die de reizigers toegang geven tot de perrons. Er is geen onderdoorgang voor de reizigers.
De goederenkoer met twee opstelsporen bevond zich ten oosten van de doorgaande sporen. De buiten gebruik gestelde opstelsporen werden omstreeks 1992 verwijderd.
De schuilhuisjes op de perrons werden gerenoveerd in 1997 ter gelegenheid van het 150-jarige bestaan van het station.
Sinds 28 juni 2013 zijn de loketten van dit station gesloten en is het een stopplaats geworden. Voor de aankoop van allerlei vervoerbewijzen kan men terecht aan de biljettenautomaat die onder de overkapping staat. Vanaf 28 juni 2013 tot de lente van 2015 was de wachtzaal gesloten voor het publiek. Na protest werd deze vanaf de zomer 2015 heropend, maar enkel op werkdagen en niet in de namiddag.
Van 2017 tot 2020 onderging de stationsomgeving grondige vernieuwingswerken. De perrons werden vernieuwd en verhoogd naar de nieuwe standaardhoogte (76 cm) Er kwam een onderdoorgang onder de sporen ter vervanging van de oude overweg. De nieuwe Dorpsbrug verbindt de stationswijk met het centrum van Ingelmunster.
De gemeente wil het stationsgebouw kopen om het af te kunnen breken.

## Galerij

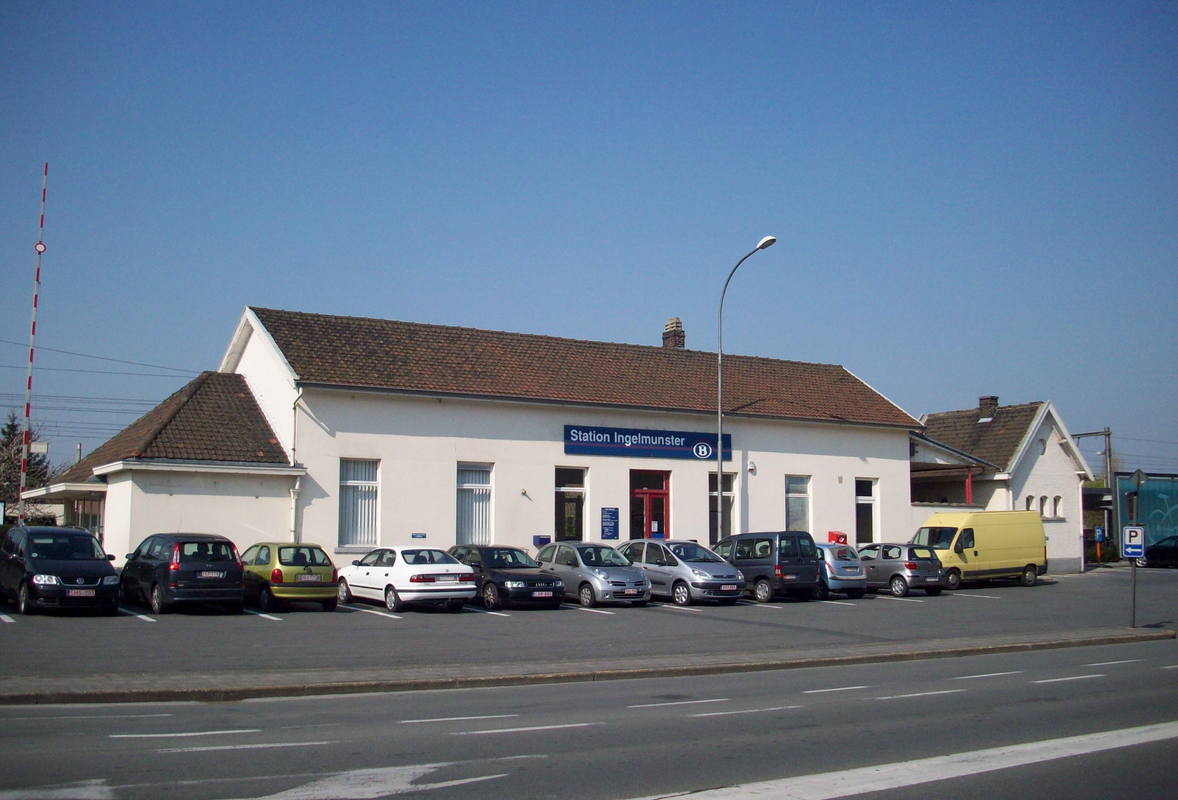
Stationsgebouw in 2010
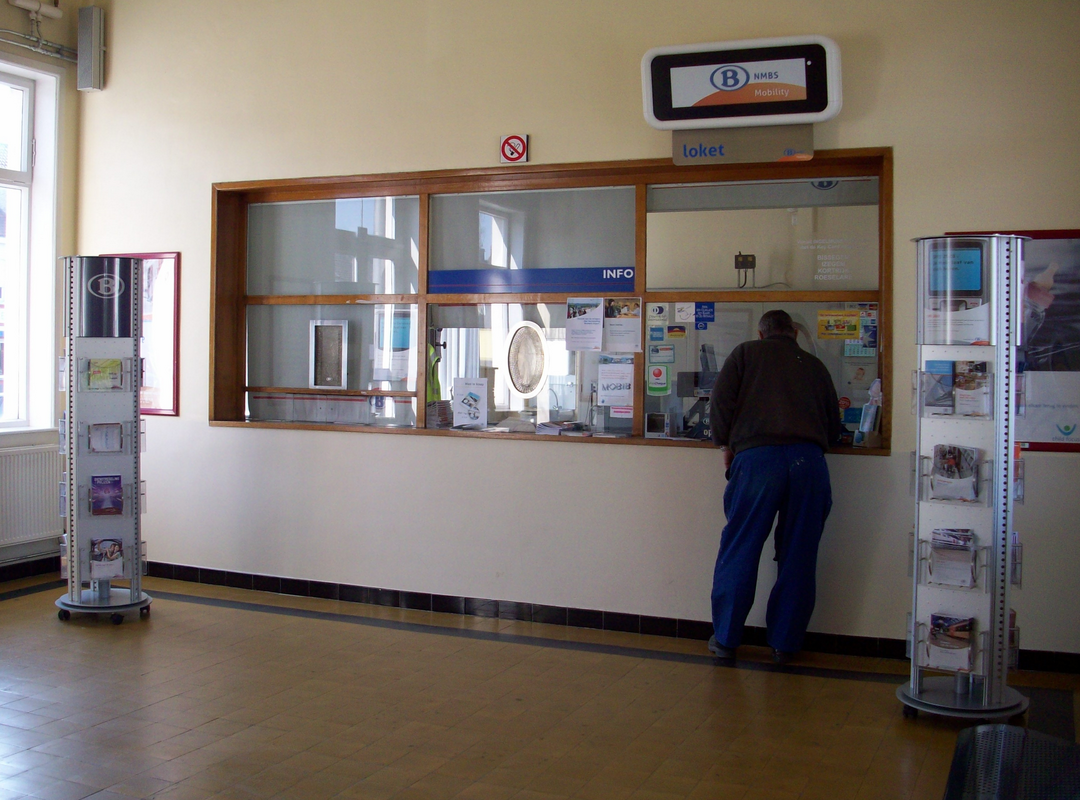
Lokethal in 2010
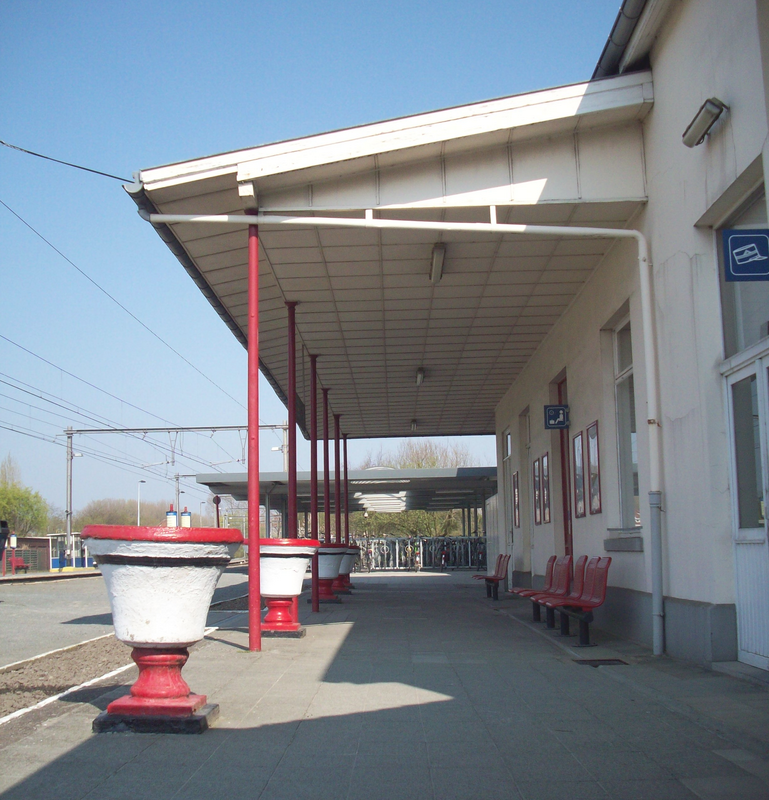
Perronoverkapping in 2010
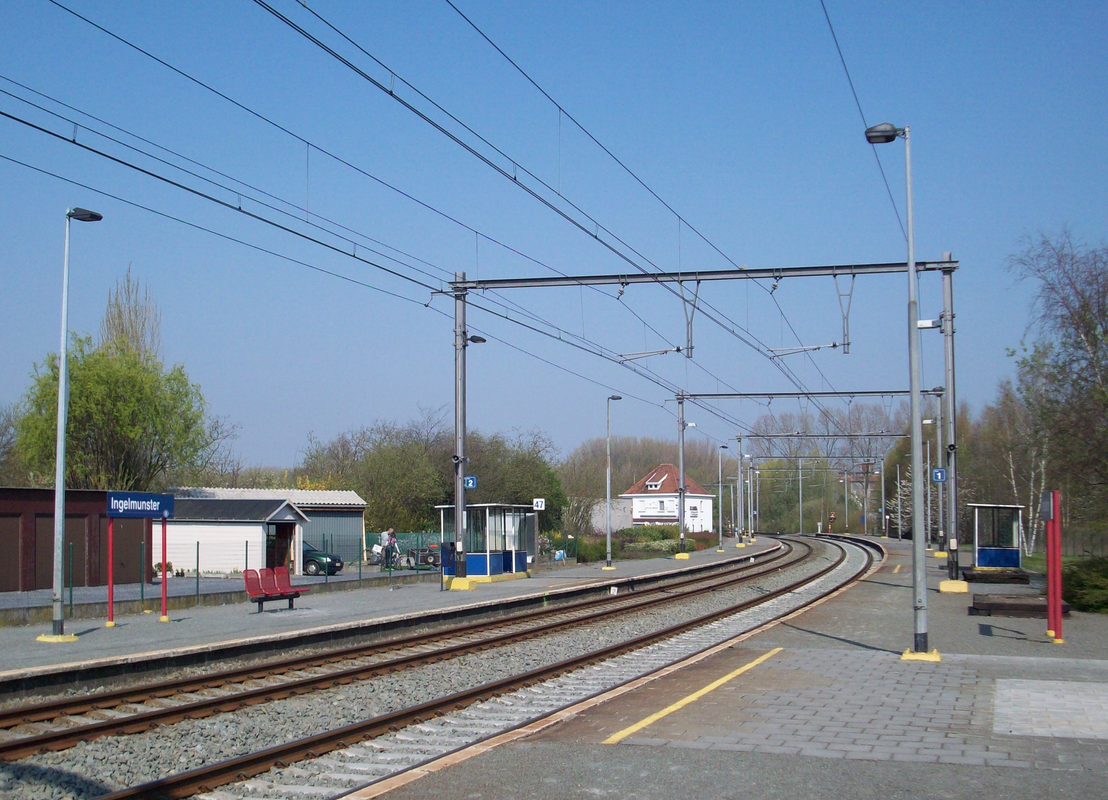
Zicht op de perrons in 2010
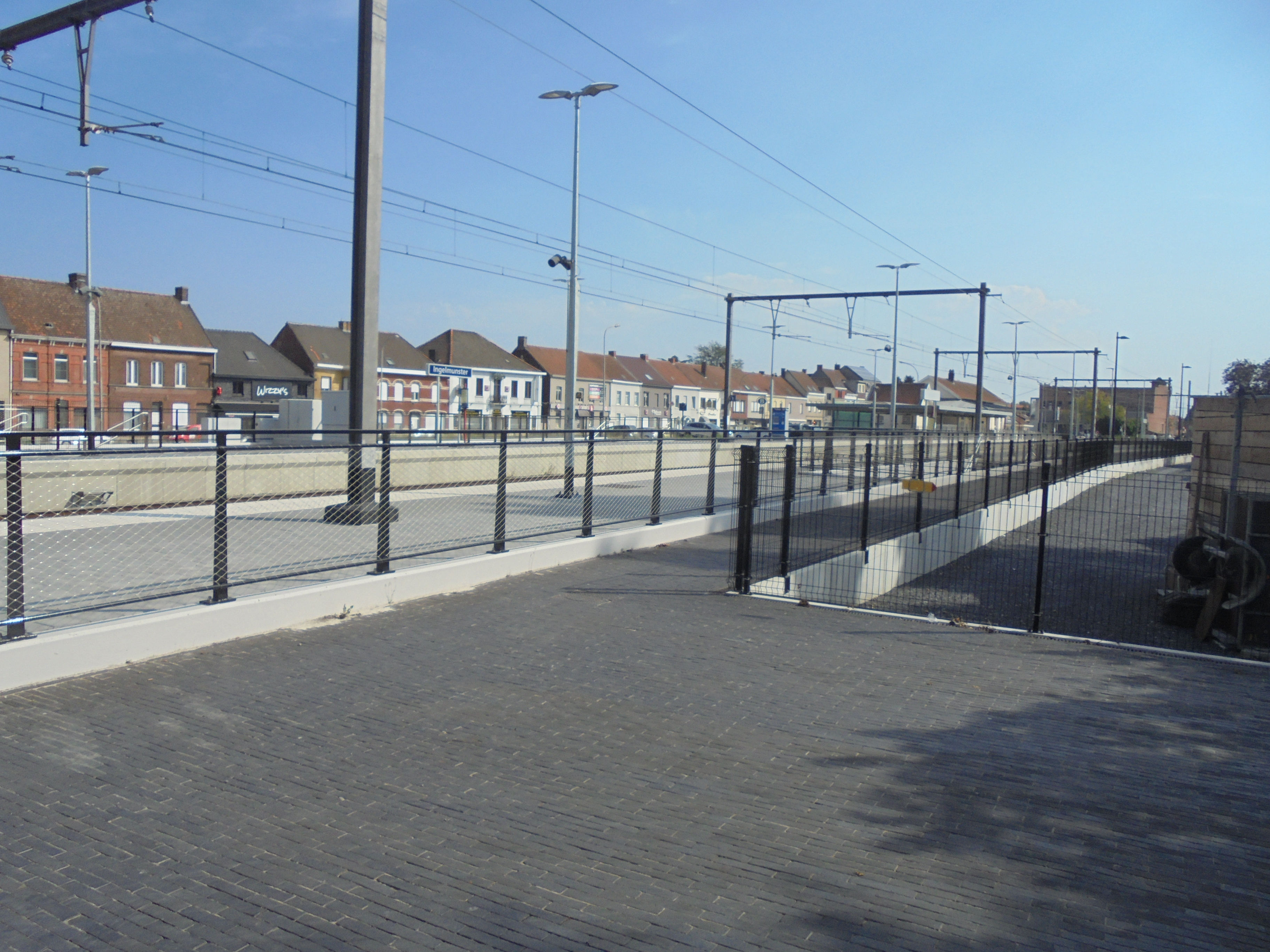
Zicht op de perrons in 2020
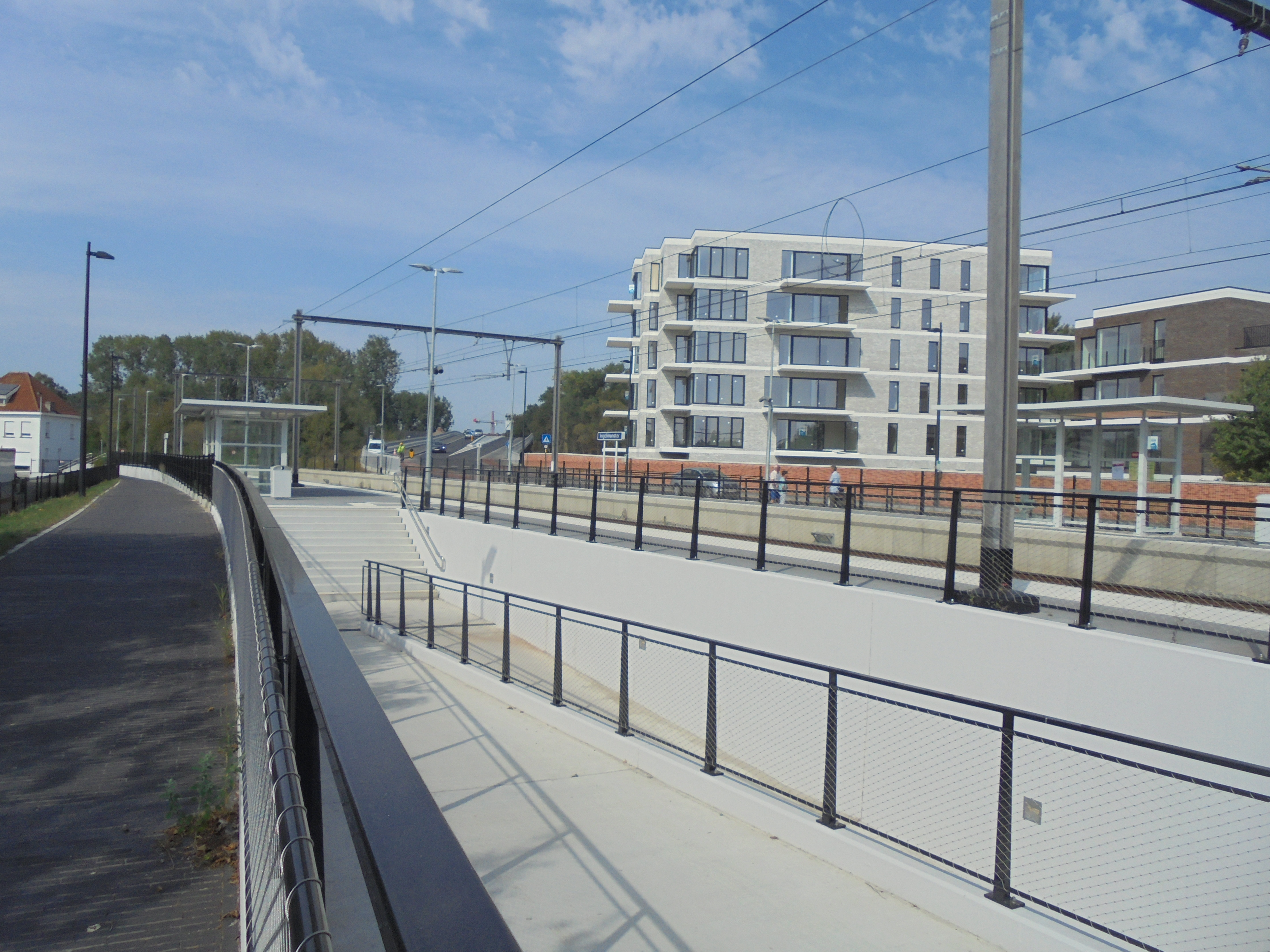
Zicht op de perrons in 2020

## Treindienst
| Serie | Treinsoort       | Route | Bijzonderheden                                                         |
| ----- | ---------------- | --- | ---------------------------------------------------------------------- |
| IC 12 | Intercity (NMBS) | [ Oostende – Brugge – Ingelmunster – ] Kortrijk – Gent-Sint-Pieters – Brussel-Zuid – Luik-Guillemins – Welkenraedt | Rijdt alleen op werkdagen. Eerste en laatste ritten van/naar Oostende. |
| IC 23 | Intercity (NMBS) | Brussels Airport-Zaventem – Brussel-Zuid – Kortrijk – Ingelmunster – Brugge – Oostende                             | Stopt in het weekend bijkomend in Munkzwalm.                           |
| IC 32 | Intercity (NMBS) | [ Oostende – ] Brugge – Lichtervelde – Ingelmunster – Kortrijk                                                     | Tijdens de spits van/naar Oostende.                                    |

## Reizigerstellingen
De grafiek en tabel geven het gemiddeld aantal instappende reizigers weer op een week-, zater- en zondag.
| Tabel: aantal instappende reizigers station Ingelmunster | Tabel: aantal instappende reizigers station Ingelmunster | Tabel: aantal instappende reizigers station Ingelmunster | Tabel: aantal instappende reizigers station Ingelmunster |
|                                                          | Weekdag                                                  | Zaterdag                                                 | Zondag                                                   |
| -------------------------------------------------------- | -------------------------------------------------------- | -------------------------------------------------------- | -------------------------------------------------------- |
| 1977                                                     | 584                                                      | 150                                                      | 162                                                      |
| 1978                                                     | 551                                                      | 87                                                       | 82                                                       |
| 1979                                                     | 527                                                      | 93                                                       | 113                                                      |
| 1980                                                     | 648                                                      | 99                                                       | 162                                                      |
| 1981                                                     | 611                                                      | 117                                                      | 106                                                      |
| 1982                                                     | 510                                                      | 126                                                      | 289                                                      |
| 1983                                                     | 566                                                      | 131                                                      | 149                                                      |
| 1984                                                     | 391                                                      | 60                                                       | 67                                                       |
| 1985                                                     | 448                                                      | 92                                                       | 115                                                      |
| 1986                                                     | 506                                                      | 64                                                       | 72                                                       |
| 1987                                                     | 476                                                      | 98                                                       | 99                                                       |
| 1988                                                     | 505                                                      | 79                                                       | 83                                                       |
| 1989                                                     | 441                                                      | 94                                                       | 82                                                       |
| 1990                                                     | 437                                                      | 112                                                      | 143                                                      |
| 1991                                                     | 456                                                      | 145                                                      | 143                                                      |
| 1992                                                     | 530                                                      | 125                                                      | 122                                                      |
| 1993                                                     | 490                                                      | 158                                                      | 140                                                      |
| 1994                                                     | 535                                                      | 84                                                       | 115                                                      |
| 1995                                                     | 434                                                      | 78                                                       | 73                                                       |
| 1996                                                     | 418                                                      | 74                                                       | 106                                                      |
| 1997                                                     | 410                                                      | 85                                                       | 71                                                       |
| 1998                                                     | 530                                                      | 90                                                       | 70                                                       |
| 1999                                                     | 434                                                      | 88                                                       | 72                                                       |
| 2000                                                     | 424                                                      | 78                                                       | 88                                                       |
| 2001                                                     | 406                                                      | 88                                                       | 50                                                       |
| 2002                                                     | 356                                                      | 88                                                       | 67                                                       |
| 2003                                                     | 377                                                      | 131                                                      | 87                                                       |
| 2004                                                     | 362                                                      | 98                                                       | 95                                                       |
| 2005                                                     | 409                                                      | 132                                                      | 114                                                      |
| 2006                                                     | 410                                                      | 94                                                       | 108                                                      |
| 2007                                                     | 409                                                      | 108                                                      | 162                                                      |
| 2008                                                     | -                                                        | -                                                        | -                                                        |
| 2009                                                     | 505                                                      | 118                                                      | 180                                                      |
| 2010                                                     | -                                                        | -                                                        | -                                                        |
| 2011                                                     | -                                                        | -                                                        | -                                                        |
| 2012                                                     | 510                                                      | 118                                                      | 80                                                       |
| 2013                                                     | 640                                                      | 157                                                      | 96                                                       |
| 2014                                                     | 437                                                      | 160                                                      | 137                                                      |
| 2015                                                     | 570                                                      | 171                                                      | 235                                                      |
| 2016                                                     | 559                                                      | 240                                                      | 269                                                      |
| 2017                                                     | 576                                                      | 182                                                      | 225                                                      |
| 2018                                                     | 849                                                      | 218                                                      | 218                                                      |
| 2019                                                     | 782                                                      | 200                                                      | 186                                                      |
| 2020                                                     | 502                                                      | 199                                                      | 307                                                      |
| 2021                                                     | -                                                        | -                                                        | -                                                        |
| 2022                                                     | 728                                                      | 291                                                      | 159                                                      |
| 2023                                                     | 658                                                      | 247                                                      | 224                                                      |
| 2024                                                     | 900                                                      | 190                                                      | 154                                                      |

0: Brugge ·
3,2: Sint-Michiels ·
7,2: Loppem ·
10,8: Zedelgem ·
12,9: Veldegem ·
18,9: Torhout ·
23,7: Lichtervelde ·
27,1: Gits ·
29,7: Beveren (Roeselare) ·
32,4: Roeselare ·
34,8: Rumbeke ·
36,7: Kachtem ·
39,3: Izegem ·
42,4: Ingelmunster ·
45,6: Lendelede ·
47,2: Sint-Katerine ·
50,2: Heule ·
51,0: Heule-Leiaarde ·
54,5: Kortrijk
0,0: Ingelmunster ·
2,3: Wante ·
6,1: Oostrozebeke ·
9,0: Wielsbeke ·
12,2: Sint-Eloois-Vijve ·
15,1: Waregem ·
18,6: Gaverbeek ·
23,9: Heirweg ·
27,0: Anzegem
0,0: Tielt ·
5,5: Meulebeke ·
8,5: Zandberg ·
11,0: Ingelmunster